# Ústav pro nanomateriály, pokročilé technologie a inovace Technické univerzity v Liberci
Ústav pro nanomateriály, pokročilé technologie a inovace Technické univerzity v Liberci (zkratka CXI nebo CxI) je výzkumné centrum, které je součástí Technické univerzity v Liberci jako její univerzitní ústav. Ústav má svůj počátek v roce 2009 a od roku 2012 sídlí v univerzitní budově L.

## Historie
Ústav nejprve začal jako výzkumné centrum při Technické univerzitě v Liberci v roce 2009. O rok později mělo výzkumné centrum dva výzkumné programy a deset oddělení.
Poté, co univerzita dostavěla budovu L (Bendlova ulice 7), se výzkumné centrum přestěhovalo do této budovy a přejmenovalo se na Ústav pro nanomateriály, pokročilé technologie a inovace Technické univerzity v Liberci.

## Struktura

### Ředitelé ústavu
- doc. Ing. Petr Tůma, CSc. (2011–2020)
- prof. Dr. Ing. Miroslav Černík, CSc. (od roku 2021)

### Vědečtí ředitelé
- doc. Ing. Michal Petrů, Ph.D.

### Směry výzkumu a jejich oddělení

#### Nanomateriály v přírodních vědách
- Oddělení nanochemie
- Oddělení technologie životního prostředí
- Oddělení aplikované biologie
- Oddělení environmentální chemie

#### Konkurenceschopné strojírenství
- Oddělení vozidel
- Oddělení konstrukce strojů
- Oddělení pokročilých technologií
- Oddělení pokročilých materiálů

#### Systémová integrace
- Oddělení SW architektury a vývoje
- Oddělení mechatronických systémů a robotiky
- Oddělení modelování procesů
- Oddělení fyzikálních měření

## Projekty

### ANTeTUL (Modulární platforma pro autonomní podvozky specializovaných elektrovozidel pro dopravu nákladu a zařízení)
Tento projekt se zaměřuje na elektromobilitu u dopravních zařízení a jednoúčelových strojů v továrnách, skladech, na stavbách a jiném náročném terénu
- - spolupracujeme s Fakultou strojní TUL a Fakultou mechatroniky TUL

### HyHi (Hybridní materiály pro hierarchické struktury)
Projekt na pomezí základního a aplikovaného výzkumu se orientuje na materiálový výzkum. V roce 2022 zkoumal flexibilní hierarchické struktury a funkcionalizované nanomateriály.

### LIFEPOPWAT
Projekt je zaměřený na úpravu vod kontaminovaných pesticidy v mokřadech. Ve spolupráci s firmami Dekonta, PWT a státním podnike Diamo byl v roce 2022 v Hájku u Karlových Varů stavěn za tímto účelem nový mokřad. Vedoucím projektu byl Miroslav Černík.